# 天栄温泉
天栄温泉（てんえいおんせん）は、福島県岩瀬郡天栄村にある温泉である。

## 泉質
- カルシウム・マグネシウム・アルミニウム－硫酸塩冷鉱泉
- 源泉温度 9℃

## 温泉街
1軒宿

## アクセス
- 公共交通：
  - 新白河駅よりタクシー約30分
  - 福島交通の路線バス（須賀川駅⇔鏡石駅⇔湯本･二岐温泉、1日2本運行）で「天栄湯」バス停より徒歩すぐ
- 車: 白河ICより約30分